# Niet-covalente binding
Een niet-covalente binding of niet-covalente interactie is een elektromagnetische interactie tussen moleculen, of tussen atomen van een molecuul, waarbij geen elektronen gedeeld worden door de bindende partners. Dit onderscheidt deze binding van een covalente binding. De energie die vrijkomt bij de vorming van een niet-covalente binding ligt in de orde van 5-25 kJ/mol.

## Soorten niet covalente bindingen
Er zijn verschillende soorten niet-covalente bindingen:
- waterstofbruggen
- ionaire bindingen
- vanderwaalskrachten
- hydrofobe interacties

## Functies
Niet-covalente bindingen zijn de meest voorkomende bindingen tussen structuren in de supramoleculaire chemie.
- Ze zijn onmisbaar voor de instandhouding van de driedimensionale structuur van grote moleculen, die intreedt na de opvouwing, als laatste fase van de synthese van eiwitten en nucleïnezuren.

- Ze zijn betrokken bij verschillende biologische processen, waarbij grote moleculen zich specifiek en tijdelijk aan elkaar binden. Deze bindingen beïnvloeden ook sterk het ontwerpen van geneesmiddelen, de kristalstructuur en het ontwerpen van materialen, in het bijzonder bij de zelforganisatie van een molecule
- Ze spelen een rol in de biosynthese, met behulp van enzymen, van vele organische verbindingen.[1][4][5][6]

### Waterstofbruggen
Het scharen van waterstofbruggen onder niet-covalente bindingen is in wezen niet helemaal correct, omdat aangetoond is dat een waterstofbrug tot 10% covalent karakter bezit (het is in feite een bijzondere vorm van een dipool-dipoolinteractie).